# つむじまるN
つむじまるN（つむじまるエヌ）は、日本の漫画家。元々は、お笑い芸人「つむじまる」のボケの方であり、短期間ながら渡辺プロダクションに在籍。その後ギャグ漫画家に転身。現在は、株式会社WEB出版の代表取締役社長として作画の受注・出版の企画等をメインとした活動をしている。ちなみに大学在学中（國學院大學法学部法律学科）にもＴＶや雑誌等で様々な活動を行っていた。

## 作品リスト
- 悪の協同組合連合会（2001年、週刊少年サンデー超）
- オラ大明神（2003年、週刊少年サンデー超）